# الكوليا دي كالاترافا
بلدية القُليعة في قلعة رباج (بالإسبانية: Alcolea de Calatrava)‏، هي إحدى بلديات مقاطعة سيوداد ريال إحدى مقاطعات إسبانيا، والتي تقع في منطقة قشتالة والمنشف وسط إسبانيا.
يبلغ عدد سكانها 1.651 نسمة وفقاً لإحصائية سنة (2007).

## أعلام
- تيوفيلو بينيتو إراولا